# Fidel Miró i Solanes
Fidel Miró i Solanes (el Pla de Santa Maria, Alt Camp, 1910 – Ciutat de Mèxic, 29 de juny de 1998) fou un dirigent anarcosindicalista català, exiliat a Mèxic en acabar la guerra civil espanyola.

## Biografia

### Primers anys
De família pagesa, amb 14 anys es quedà orfe de pare i mare, raó per la qual el 1925 emigrà cap a Cuba. Allí es va relacionar amb grups anarquistes i començà a llegir publicacions anarquistes com La Revista Blanca, La Protesta i Cultura Proletaria. Amb l'establiment de la dictadura de Gerardo Machado el 1928 va integrar-se en un grup subversiu amb Jaume Baella, els germans Linsuain, Alfredo Rodríguez i Esteve Pallarols i Xirgu. El 1929 fou nomenat secretari del Sindicat del Ram del Comerç, des d'on s'enfrontà als sindicats grocs. El 5 de març de 1931 van assassinar Alfredo Rodríguez quan el van confondre amb ell i per la qual cosa va haver de fugir a Kingston (Jamaica). Allí va viure fins que el 1933 va tornar a Catalunya.
Va passar un temps al seu poble guardant ovelles fins que el 1934 es va instal·lar a Barcelona, on va muntar una botiga de queviures amb el seu germà, i es va integrar el 1934 al Sindicat del Comerç de la CNT i a diversos grups de la Federació Anarquista Ibèrica (FAI). A proposta de Diego Abad de Santillán també s'afilià a la Federació Ibèrica de Joventuts Llibertàries (FIJL), de la que en fou secretari del comitè regional de 1934 a 1937. Entre 1934 i 1936 es va mostrar favorable a l'aliança amb la Unió General de Treballadors (UGT), alhora que va condemnar les actuacions del grup Nosotros. Va ser redactor de Solidaridad Obrera i fou detingut algunes vegades.
El 1936 va ser membre del Comitè Regional de Catalunya de la FAI i de la FIJL. Durant la guerra civil espanyola va ser dels que van acceptar col·laborar amb les autoritats republicanes i va signar pactes amb les Joventuts Socialistes Unificades (JSU) i intervingué en mítings amb Faure, Joan García Oliver, Frederica Montseny, Diego Abad, José Toryho, Martí Ibáñez i Souchy. El febrer de 1937 va ser elegit secretari de la FIJL, però el maig de 1937 va ser tancat uns dies i gairebé alhora separat de la secretaria de les Joventuts Llibertàries de Catalunya per Ramón Liarte Viu i Amador Franco. Tanmateix, un mes més tard fos elegit secretari general del Comitè Peninsular de la FIJL. El setembre de 1937 va signar amb les JSU un pacte que creava l'Aliança Nacional de la Joventut Antifeixista (AJA), que també presidí des de 1938 i en qualitat de president va assistir al Congrés Internacional de Joventuts per la Pau i el Desarmament a Ginebra. També va fundar i dirigir la revista Ruta (1936-1937).
El 1938 fou elegit secretari del Comitè Executiu del Moviment Llibertari Català i, després de la seva dissolució quatre mesos després, secretari del Consell Nacional de la Infància Evacuada, encarregada de crear colònies infantils. Tanmateix, el 1938 es va mostrar contrari a la tornada al Govern de la CNT i fou novament detingut breument.

### Exili
Poc abans de la caiguda de Barcelona el 1939 va marxar com a delegat d'AJA a París. Quan l'AJA fou liquidada Marianet el va nomenar membre pel FIJL del Consell General del Moviment Llibertari Espanyol (MLE), creat a París el març de 1939. Va estar temps exiliat a Ginebra, on acompanyà Juan Morata Cantón a entrevistar-se amb la Creu Roja per tal que intervingués en relació als refugiats espanyols. Després de mort Marianet, va deixar el Consell General del MLE.
Cap al 1940 va marxar de França cap a Amèrica. De 1940 a 1944 visqué a Santo Domingo, treballant en una colònia agrícola i com a mestre a Los Llanos, amb Mariano Viñuales i Romero Solano. Després es va instal·lar a Mèxic.
El 1942 va formar part de la Nova FAI a Mèxic contra García Oliver i el 1945 s'alineà amb els escindits de CNT. El 1947 va ser elegit vocal del Comitè de l'Agrupació de CNT a Mèxic. També treballà a la Unión Distribuidora de Ediciones (UDE) i fundà la distribuïdora de llibres México Lee. El 1955 fundà, en col·laboració amb Bartomeu Costa-Amic, Editores Mexicanos Unidos SA (EDIMEX), empresa de la qual fou gerent.
A partir de 1958 va viatjar a Espanya contactant amb els caps de CNT a l'Interior (Barcelona, València i Madrid). El 1960 va representar els escindits, que defensaven la participació de la CNT en l'Aliança Nacional de Forces Democràtiques, en les converses que donaren lloc a la reunificació confederal al Congrés de Llemotges. A partir de 1962 va finançar i dirigir fins a 1971 la revista Comunidad Ibérica. Després va mantenir postures properes al cincpuntisme i en la dècada del 1970 va intervenir en converses amb Rodolfo Martín Villa i amb Josep Maria Socías Humbert amb la finalitat de rellançar la CNT. El 1974 va fer costat la Comissió de Relacions creada a Barcelona i que es va mantenir viva fins a la reconstrucció definitiva de la CNT en l'assemblea de Sants de 1976, a la que va assistir.
Després de la reconstrucció de la CNT criticà el radicalisme i va acceptar les tesis moderades de Diego Abad de Santillán, qui defensava una CNT sindicalista, anticomunista i allunyada de les seves arrels llibertàries.

## Obres
- Revisión de las tácticas de la CNT de España (1956),
- La solución federal (1957)
- Y España, cuándo? El fracaso político de una emigración (1959)
- Cataluña. Los trabajadores y el problema de las nacionalidades (1967)
- Los sindicatos y el porvenir ibérico (1967)
- El anarquismo, los estudiantes y la violencia (1969)
- Anarquismo y anarquistas (1979)
- Informe personal al grup «Comunidad Ibérica» (1976)
- Vida intensa y revolucionaria (1989), autobiografia
- La trapecista (1991), contes